# Roemeens voetbalkampioenschap 1923/24
In 1923/24 werd het twaalfde kampioenschap in Roemenië georganiseerd. Dit keer namen er 9 regionale kampioenen deel van 13 juli tot 17 augustus. Chinezul werd voor de derde opeenvolgende keer kampioen.

## Deelnemers
| Regio       | Kampioen                      |
| ----------- | ----------------------------- |
| Arad        | Societatea de Gimnastică Arad |
| Brașov      | Brașovia Brașov               |
| Bukarest    | Venus Boekarest               |
| Cernăuți    | Jahn Cernăuți                 |
| Cluj        | Universitatea Cluj            |
| Oradea      | CAO Oradea                    |
| Sibiu       | Șoimii Sibiu                  |
| Târgu Mureș | CFR Mureșul Târgu-Mureș       |
| Timișoara   | Chinezul Timișoara            |

## Uitslagen

### Voorronde
| Thuisploeg              | – | Uitploeg     | Uitslag   |
| ----------------------- | - | ------------ | --------- |
| CFR Mureșul Târgu-Mureș | – | Șoimii Sibiu | 4:2 (1:0) |

### Kwartfinale
| Thuisploeg              | – | Uitploeg                      | Uitslag         |
| ----------------------- | - | ----------------------------- | --------------- |
| CFR Mureșul Târgu-Mureș | – | Venus Boekarest               | 3:1 (2:1)       |
| CAO Oradea              | – | Universitatea Cluj            | 0:0, 3:0 (0:0)1 |
| Chinezul Timișoara      | – | Societatea de Gimnastică Arad | 2:0 (1:0)       |
| Jahn Cernăuți           | – | Brașovia Brașov               | 2               |

1 De replay werd in Cluj gespeeld.
2 Brașov gaf forfait.

### Halve Finale
| Thuisploeg         | – | Uitploeg                | Uitslag   |
| ------------------ | - | ----------------------- | --------- |
| CAO Oradea         | – | Jahn Cernăuți           | 1:0 (0:0) |
| Chinezul Timișoara | – | CFR Mureșul Târgu-Mureș | 9:0 (1:0) |

### Finale
| Thuisploeg         | – | Uitploeg   | Uitslag   |
| ------------------ | - | ---------- | --------- |
| Chinezul Timișoara | – | CAO Oradea | 4:1 (2:1) |